# Le Livre des étoiles
Le Livre des étoiles est une trilogie de fantasy pour la jeunesse écrite par Erik L'Homme et publiée entre 2001 et 2003. En 2022, pour fêter les vingt ans de la saga, une réédition de l'intégrale paraît en librairie le même jour que la sortie d'un tome 4, écrit par un fan de la trilogie.

## Univers
L'action se déroule dans un monde imaginaire fantastique, le Pays d'Ys qui communique par des portes secrètes avec le « Monde Incertain » et le monde réel (le nôtre, appelé « Monde Certain »).
Le Pays d'Ys vit dans une sorte de Moyen Âge (présence de chevaliers, déplacement à cheval ou à pied) moderne (existence des ordinateurs). Certaines personnes choisissent de quitter le pays d'Ys pour aller vivre dans le Monde Certain : on les appelle les Renonçants. D'autres, uniquement Sorciers et Chevaliers, passent leur vie à traquer les créatures féroces et maléfiques qui se terrent dans le Monde Incertain : ce sont des Poursuivants.
Il existe deux portes, une qui permet d'aller dans le Monde Certain, l'autre dans le Monde Incertain.
Le héros est Guillemot de Troïl, un jeune garçon à qui Qadehar, un sorcier, va apprendre la magie. Les amis de Guillemot s'appellent Ambre, Coralie, Gontrand et Romaric. Agathe et Thomas sont en revanche ses ennemis mais finiront par changer de camp après que le jeune héros les aura sauvés.
La magie de ce monde imaginaire est fondée sur les graphèmes (« un alphabet de 24 lettres magiques provenant des étoiles ») qui sont en fait les lettres du futhark germanique. Ils permettent aux sorciers d'accéder à différents pouvoirs. Ils ressemblent fortement aux runes nordiques :
Il y a Fehu, Uruz, Thursaz, Raidhu, Wunjo, Naudhiz, Isaz, Eihwaz, Perthro, Elhaz, Ingwaz et Dagaz.
De même que cet alphabet des étoiles provient des runes nordiques, beaucoup de termes renvoient à la mythologie nordique ou à la culture norroise. Ainsi par exemple le Wyrd qui, au pays d'Ys connecte chaque chose entre elles, dans la mythologie norroise a quasiment la même fonction. Ou encore les Galdr qui dans le monde de Guillemot sont des incantations permettant de lier les Graphèmes en une phrase, ne sont en fait dans la mythologie norroise que des divinations effectuées par les Völva. Les termes de Lindorm (dans la saga, incantation interdite appelant un dragon magique) et d’Aegishjamur sont par exemple eux aussi inspirés de la culture nordique.

## Liste des tomes
- Qadehar le sorcier, Gallimard Jeunesse, Paris, 2001.  (ISBN 2-07-053937-7) Prix Jeunesse du Festival international de géographie de Saint-Dié-des-Vosges, 2001.
- Le Seigneur Sha, Gallimard Jeunesse, Paris, 2002.  (ISBN 2-07-053941-5) Prix des Collégiens du Var.
- Le Visage de l'Ombre, Gallimard Jeunesse, Paris, 2003.  (ISBN 2-07-055271-3)
- Jimmy Blin, La Boussole des trois Mondes, Paris, Gallimard Jeunesse, 6 janvier 2022, 304 p. (ISBN 2075165076)
- Jimmy Blin, La Magie des korrigans, Paris, Gallimard Jeunesse, 29 mai 2025, 272 p. (ISBN 2075218641)

La trilogie existe aussi en format intégral Le Livre des Etoiles (édition 2011  (ISBN 2-07-064051-5) et 2022  (ISBN 2-07-516506-8))
Cette trilogie a fait l'objet d'une traduction en plus de vingt-six langues, dont l'anglais, sous le titre général de Book of Stars :
- Quadehar the Sorcerer, The Chicken House, Somerset, 2003.
- The Mystery Of Lord Sha, The Chicken House, Somerset, 2004.
- The Face of the Shadow, The Chicken House, Somerset, 2005.

## Résumés des livres

### Tome 1
Attention, ce résumé comporte des détails révélateurs de l'intrigue.
Il y a bien longtemps de ça, le pays d'Ys faisait partie intégrante de la France. Mais à la suite d'un cataclysme, il se sépara du continent pour devenir une île qui, au lieu de se trouver au large de la France, dériva au travers des limbes pour se retrouver entre le Monde Certain, qui est le nôtre, et le Monde Incertain, là où vivent les forces du chaos. Étant entre les deux mondes, les habitants du pays d'Ys ont récupéré tous les bienfaits de notre civilisation sans en avoir les inconvénients. On y côtoie donc les ordinateurs ainsi que des chevaliers et des magiciens. Guillemot est un enfant de 12 ans qui vit avec sa mère dans le village de Troïl. Son père est un Renonçant, c'est-à-dire quelqu'un qui a renoncé à Ys pour retourner en France. Guillemot ne l'a jamais connu car son père est parti à sa naissance. C'est lors d'une soirée organisée par l'oncle de Guillemot que la vie de celui-ci va basculer. En effet, c'est après l'arrivée d'un sorcier de la guilde que les pouvoirs de Guillemot vont se manifester. À partir de là, il va être pris en charge par Qadehar, le plus grand sorcier du pays d'Ys. Un autre événement va se produire : Agathe de Balangru, sa pire ennemie, se fait enlever par des Gommons, des monstres appartenant au monde Incertain. Guillemot apprend qu'il était en fait la vraie cible. Il décide donc, avec l'aide de ses amis, Romaric, Gontrand, Coralie et Ambre, de partir à sa recherche. Guillemot est cloîtré dans le bâtiment de la Guilde, au monastère de Gifdu, écarté du Pays d'Ys. Il s'échappe et essaie d'entrer avec ses amis dans le Monde Incertain. Cependant, il se trompe dans son galdr en oubliant le Graphème Wunjo, et se retrouve séparé de ses amis, seul au milieu du Monde Incertain. Guillemot s'est retrouvé dans les Collines Mouvantes, Romaric sur une plage, Gontrand dans la tour de Djaghataël, Coralie sur un des radeaux du Peuple de la Mer et Ambre dans l'immense foret de l'Irtych Violet. Cependant, ses amis se cherchent tous en suivant l'objet que Thomas (le grand ami d'Agathe) a donné à Guillemot : le symbole de la ville de Yâdigâr. Et c'est après plusieurs aventures et plusieurs rencontres (Tofann, Kushumaï, Wal et sa fille Matsi, Kyle et son peuple d'Hommes des Sables, …) qu'ils se retrouveront tous dans le palais du commandant Thunku à Yâdigâr où se trouve Agathe que Thunku a capturée. Grâce à l'arrivée de Qadehar et aux connaissances de Guillemot acquises lors de ce voyage dans le Monde Incertain, ils réussiront à rentrer tous sains et saufs au Pays d'Ys !

### Tome 2
Attention, ce résumé comporte des détails révélateurs de l'intrigue.
Quelque temps après leur voyage dans le Monde Incertain, les 5 amis (Guillemot, Romaric, Coralie, Ambre et Gontrand) ont prévu de passer les fêtes de la Samain tous les 5 à Dashtikazar. Mais en attendant, Guillemot poursuit son apprentissage de la magie dans le monastère de Gifdu en attendant que l'armée des Sorciers (dont Maître Qadehar) reviennent de leur expédition dans le Monde Incertain pour anéantir l'Ombre : mais elle tombe dans un piège et Qadehar est le seul survivant, ce qui le fait passer pour responsable de cet échec. Mais lors de leur absence, le mystérieux Seigneur Sha s'est introduit dans le monastère et tente de rencontrer Guillemot, ayant pour but de savoir si c'est son fils qu'il a perdu il y a 14 ans, ce n'est finalement pas le cas. Guillemot fait la rencontre, lors de son séjour à Gifdu, du jeune sorcier Bertram.

Qadehar s'enfuit de Gifdu, accablé par les mépris de la Guilde, et trouve refuge chez l'oncle de Romaric et de Guillemot, Urien de Troïl. Il réussit à les convaincre (Urien et son compagnon, Valentin) de l'accompagner dans le Monde Incertain pour déjouer les plans de l'Ombre.
Pendant ce temps, les cinq amis de toujours s'étaient retrouvés pour les fêtes de la Samain à Dashtikazar. Ils eurent même la visite de Bertram, qui était chargé de surveiller Guillemot pendant que son maître était absent. Agathe aussi les rejoindra quelques jours plus tard. Après une dispute-poursuite d'Ambre et d'Agathe pour Guillemot lors de la soirée, les 7 personnages se firent capturer par les Korrigans, ces petits hommes malins et rapides à la peau ridée mais ayant des pouvoirs inconnus aux yeux des Sorciers appelés les Oghams. Forcés de jouer pour leur liberté, Ils durent se mettre par paires (2x3) pour tenter une épreuve physique pour l'un et intellectuelle pour l'autre. Malgré ces épreuves, ils réussirent les 3 manches mais les Korrigans se montrèrent réticents à tenir parole et c'est grâce à Bertram, qui sortit une arme venant du Monde Certain, qu'ils purent s'échapper de Bouléagant, le royaume Korrigan. Les fêtes de la Samain finies, ils durent tous rentrer chez eux, et Bertram à Gifdu. 

Le Seigneur Sha a contacté Guillemot et a demandé qu'il vienne le rencontrer dans le monde Certain. Le jeune garçon apprit ainsi que le vrai nom du Seigneur Sha était Yorwan et qu'il était un Renonçant. En résumé de leur conversation, Yorwan veut que Guillemot l'aide en disant à Qadehar qu'il est innocent de toutes les choses dont la Guilde l'a accusée, et qu'il s'est fait voler le Livre des Étoiles, qu'il gardait en sûreté. Il apprit aussi qu'il y a 14 ans, il a été le fiancé de sa mère, Alicia de Troïl, mais qu'il avait dû partir. Yorwan ne sut que plus tard qu'il avait eu un enfant avec Alicia mais que ce n'était pas Guillemot. Ce qui obligea l'Apprenti à avoir des doutes sur ses liens de parenté !
Il demanda même à sa mère des informations sur sa naissance et elle lui répondit qu'une femme aux yeux verts avait essayé de l'échanger contre un autre bébé. Guillemot resta avec une question dans sa tête : « Avait-elle récupéré le bon bébé ? ».

### Tome 3
Attention, ce résumé comporte des détails révélateurs de l'intrigue.
Guillemot va avec son ami Bertram dans le monde Incertain pour transmettre le message du seigneur Sha à Qadehar. Mais c'est en fait Eusèbe de Gri, un mage de la Guilde allié de l'Ombre, qui a pris l'apparence du jeune Sorcier. Guillemot est enlevé et conduit au repaire de l'Ombre. Bertram, comprenant la supercherie dont son ami a été victime, réuni les amis de Guillemot et leur révèle la situation. Le petit groupe décide d'aller le sauver là-bas. Dans le même temps, à la suite du rapport que Bertram a fait à son maître sorcier, la Confrérie des Chevaliers du Vent est dépêchée en secret pour faire face à l'Ombre et délivrer le garçon d'Ys. Malheureusement, les fiers combattants rejoints par le groupe de Qadehar puis par le seigneur Sha, partis sans préparation, tombèrent dans un guet-apens sous les yeux de trois sorciers restés en retrait. Les amis de Guillemot arrivent à la cité de Yénibohor pour constater le massacre et décident d'aller chercher des renforts, les amis qu'ils ont rencontré dans le Monde Incertain lors de leur première venue : Kyle et les Hommes des Sables, Wal et sa fille Matsi avec le Peuple de la Mer et Tofann et ses guerriers-géants du Nord. Tandis que Gérald, Qadwan et Yorwan appelèrent les chasseurs de l'Irtych Violet et leur chef Kushumaï à l'aide. Lorsque toutes les troupes se rassemblèrent et que les Sorciers remarquèrent la présence des enfants, ils établirent un plan d'attaque. Bertram revint aussi avec les Korrigans-Sorciers à l'étonnement de tous. À l'aube, ils purent rentrer dans la cité des prêtres où ils délivrèrent les 120 chevaliers de la Confrérie restants et Maître Qadehar. Ce dernier, avec Gérald, Yorwan, Kushumaï et les jumelles Ambre et Coralie, montèrent dans la tour principale de la Cité où ils découvrirent l'Ombre, qui est en fait le grand mage Charfalaq. Après des réponses inattendues, il réussit à s'enfuir par téléportation emportant Guillemot et le Livre des Etoiles, qui contient les plus puissants sortilèges ayant jamais existé. Guillemot reprit conscience et par la ruse, il lança un dernier sort en faisant sortir tous ses pouvoirs en dehors de lui, ce qui détruit l'Ombre et le Livre des Étoiles. Qadehar vint le chercher en le localisant et revint à Yénibohor puis descendit de la Tour avec Guillemot dans les bras, faible mais en vie.
Lors de cette bataille et grâce aux paroles de l'Ombre qui n'avait pas menti à ce sujet, on y apprit qu'en réalité les vrais parents de Guillemot étaient Kushumaï et… Maître Qadehar lui-même : ils s'étaient rencontrés il y a 15 ans et ne s'étaient pas revus depuis. Tout comme Alicia de Troïl et Yorwan étaient en fait les parents de Kyle, le fils adoptif des tribus du Désert Vorace. Seule Kushumaï savait cette histoire puisque c'est elle qui avait échangé les bébés pour les protéger, mais personne d'autre ne le savait. Qadehar apprit donc avec étonnement que son élève était en réalité son propre fils, et Alicia que le garçon qu'elle chérissait, hébergeait et élevait depuis 14 ans n'était pas son enfant ! 
Guillemot se réveilla dans une chambre d'hôpital avec Romaric, Ambre, Coralie et Gontrand à son chevet. Ils discutèrent des futures vacances et de la fête qu'Ys était en train d'organiser en son honneur. Lorsqu'ils partirent, Ambre resta en arrière pour embrasser Guillemot incrédule… mais heureux.
Le dernier des chocs que le destin avait décidé pour Guillemot, c'était que lorsqu'il avait détruit l'Ombre et le Livre des Étoiles, ses pouvoirs avaient disparu, tellement le choc était violent : ils s'étaient envolés rejoindre les étoiles et avaient créés 2 constellations que Guillemot appela « Constellation du Sorcier » et « Constellation du Chevalier » en hommage à tous les morts du champ de bataille qui avaient sacrifiés leur vie pour lui !
Épilogue : Parmi les cadeaux que Guillemot a reçus, ce dernier découvre une pierre gravée de Oghams, cadeau des Korrigans. Il en frotte un de son doigt, en se remémorant les Graphèmes qu'il avait perdu à jamais. En soupirant le garçon se retourne, laissant l'étrange caillou au sol. Et dans son dos l'Ogham qu'il a touché se met à briller...

### Tome 4
« L'Ombre, l'ennemi juré du Pays d'Ys, n'est plus ! Chevaliers, Sorciers et habitants célèbrent ensemble la paix. Mais la fête est de courte durée : Guillemot de Troïl, qui a sacrifié ses pouvoirs magiques pour vaincre la créature maléfique, a disparu. Seul le Vieux Compas, une boussole légendaire, permettra de retrouver la trace du jeune Apprenti. Une poignée d'irréductibles, accompagnés de Maître Qadehar, se lancent à sa recherche pour sauver leur ami Guillemot ».

### Tome 5
« Tout a changé pour Guillemot de Troil. Après deux ans de captivité chez les Korrigans, dont il n'a aucun souvenir, il doit apprendre à vivre avec une nouvelle famille et surtout... sans le pouvoir des Graphèmes. Et voilà que Maître Qadehar est enlevé ! Avec ou sans magie, Guillemot n'hésite pas à partir à sa recherche. Entre une armée d'Orks et des prêtres sanguinaires, le jeune garçon et ses amis vont affronter un Monde Incertain plus menaçant que jamais... ».

## Personnages principaux

### Guillemot de Troïl
Fils d'Alicia de Troïl, il a douze ans lorsque débute le premier tome. Il est décrit comme un garçon rêveur, timide et souriant. Ses yeux verts sont son signe distinctif. Ami des jumelles Ambre et Coralie de Krakal, de Gontrand de Grum et de Romaric de Troïl, il est victime de l'effet Tarquin lors de l'anniversaire de son oncle Urien, il va être pris sous la coupe du sorcier Qadehar en tant qu'Apprenti. Il possède l’Ond (énergie magique des sorciers) le plus puissant qui ait jamais existé ! C'est pour cette raison qu'il est recherché par l'Ombre, le puissant Mage, pour qu'il l'aide à être le plus grand sorcier de tous les temps.
Dans le troisième tome, on découvre que sa véritable mère est Kushumaï la Chasseresse et que son père n'est en fait pas un Renonçant..., mais Maître Qadehar lui-même !

### Ambre de Krakal
Sœur de Coralie et amie de Guillemot, elle se distingue de sa jumelle par son attitude et sa coupe à la garçonne. Brune aux yeux bleu océan et défiant les garçons, elle leur faisait régulièrement mordre la poussière. Enfin, elle adore taquiner Guillemot puisqu'il rougit à chaque fois. Sa relation va évoluer au fur et à mesure de la trilogie et son attirance envers l'apprenti sorcier va être un des moteurs de l'intrigue (d'ailleurs, elle devint très jalouse d'Agathe lors du 2nd tome). Son père, enfin, est le Qamdar du clan des Krakal et maire de leur village, où elle vit avec ses deux parents et sa sœur. La chasseresse Kushumaï en fait une Hamingja (Kushumaï peut lorsqu'elle-même le souhaite prendre possession d'Ambre en la rendant sauvage) pour sauver Guillemot.

### Coralie de Krakal
Sœur jumelle d'Ambre, originaire de Krakal, elle se remarque par sa chevelure brune et ses yeux bleu océan. Du haut de ses douze ans, elle ne comptait plus ses prétendants (ce qui rendait jalouses les autres filles). Jalouse de sa sœur et de l'amour passionné qu'elle éprouve pour Guillemot, c'est elle qui prendra les devants pour qu'une relation naisse entre elle et Romaric.

### Romaric de Troïl
Là où Guillemot ne semble pas appartenir à la famille Troïl, Romaric a le physique typique: blond, yeux bleus, costaud; à l'opposé de Guillemot. Il habite Bounic et est candidat à l'académie de Bromotul où sont formés les Chevaliers de la Confrérie du Vent, il y entrera quelques mois avant l'âge minimum comme Écuyer. Autant le jeune garçon était impatient et capable au combat, autant lorsqu'il s'agissait de Coralie, c'était une tout autre histoire...

### Gontrand de Grum
Fils des plus grands musiciens du pays d'Ys, il est un musicien hors pair lui aussi. Il fera ses débuts lors de l'anniversaire de l'oncle Urien. Il entrera à la prestigieuse académie de musique de Tantreval. il a un tic au niveau de ses cheveux et déteste qu'on le décoiffe, donnant à ses amis l'occasion de le faire rager. Il habite à Bounic. Il est décrit comme très grand et très maigre avec des cheveux noirs. À la fin du livre, il en pince pour Agathe et ensemble, ils décident de former un duo (lui comme cithariste, elle comme chanteuse) à la fin du Tome 3.

### Qadehar le Poursuivant
Maître Sorcier réputé au pays d’Ys et craint dans le Monde Incertain (le plus souvent sous le surnom de « Azhdar le Démon »), il devient le maître de Guillemot lorsque les pouvoirs de ce dernier apparaissent. C'est le plus grand sorcier de la Guilde, mais il avoue que l'Ombre est plus fort que lui. Il est devenu Poursuivant pour traquer son ami qui avait trahi la guilde et « volé » le Livre des étoiles. Tout au long de l’histoire, une relation solide se forge entre les deux sorciers, qui aboutit par la découverte d’un étrange lien de parenté entre le maître et son élève. Erik l’Homme développe beaucoup cette relation maître-élève, qu’il considère très importante. Étant jeune, il a connu Kushumaï la Chasseresse avec laquelle il eut un enfant, Guillemot, même si lui ne le sut qu'à la fin du 3e tome par l'Ombre elle-même.

### L'Ombre
Mystérieux personnage aux effrayants pouvoirs, l'antagoniste principal de la série est une vague silhouette entourée de ténèbres. Elle semble manifester un intérêt grandissant pour Guillemot, au point de vouloir l'enlever par tous les moyens. L’Ombre réside et règne dans le Monde Incertain, toutefois elle a tenté en personne une invasion du pays d’Ys peu avant la naissance de Guillemot qui s’est soldée par un échec, détruisant tout un village, le hameau de Jaggar. Elle veut à tout prix avoir Guillemot car, grâce à son Ond, elle pourra connaître les sortilèges les plus puissants du Livre des Etoiles. Il s'agit en réalité du mage Charfalaq, chef de la Guilde.

### Agathe de Balangru
Agathe de Balangru, fille de M. de Balangru, est une fille se trouvant dans le même collège que Guillemot. Elle est grande, maigre, les cheveux noirs coupés court avec une bouche trop large. Accompagnée de son acolyte, Thomas de Kandarisar, c'est la terreur du collège (même chez les 3e). Elle s'acharnait sur Guillemot, son punching-ball. Elle fut enlevée par des Gommons, bêtes marines, et depuis que Guillemot est venu la sauver, elle en est tombée amoureuse (à la grande insatisfaction de Ambre). À la fin du Tome 3, elle restera davantage avec Gontrand.

### Thomas de Kandarisar
Thomas est un garçon grand aux cheveux roux avec des taches de rousseur. C'est l'acolyte de Agathe et comme elle, il détestait Guillemot jusqu'à ce qu'il lui sauve la vie devant des Gommons. Depuis, il le suit partout et se doit d'être son protecteur puisqu'il a une dette envers lui. Il sauve la vie de Guillemot (dans le tome 1) en sacrifiant presque la sienne. Finalement, au cours des 3 Tomes, lui et Agathe rejoindront la bande des cinq amis (Guillemot, Romaric, Coralie, Ambre et Gontrand) et feront tout pour le sauver lorsque Guillemot se sera fait enlever.

## Pays d'Ys
Le pays d'Ys est la région où se déroule l'histoire du Livre des Étoiles. Il s'agit d'un bout de la Bretagne qui se serait détaché après une forte tempête, il y a environ 8 siècles.
Le pays d'Ys est le lieu de naissance du jeune Guillemot, héros de la série.
Les habitants du pays d'Ys ont un mode de vie semblable au nôtre (Nutella, films...) par certains aspects et différent par d'autres (chevaux au lieu des voitures...).

### Géographie
C'est une île. Au nord-ouest se trouvent les montagnes pourpres. Au nord, le monastère de Gifdu surplombe la lande, peuplée de korrigans, qui balafre le territoire jusqu'au sud. La garnison-école de Bromotul, qui forme les soldats d'Ys, s'y trouve également.
La capitale, Dashtikazar, est un port de pêche situé au nord-nord-ouest du pays. Douze lieues au sud-ouest se trouve le village de Troïl, où vivent Guillemot, sa mère Alicia, son cousin Romaric et son oncle Urien, chef du clan Troïl.
Plus au sud, il y a Krakal. Les montagnes dorées, à la pointe méridionale, accueillent le monastère de Gri.
À l'est se trouvent des forêts et l'académie de musique de Tantreval. Une chaussée relie le Bounic à Troïl. Les déplacements se font à pied, à cheval ou en carriole.

### Politique
Dashtikazar, la capitale du pays, est le siège du « prévost » (personnage politique important gouvernant le pays d'Ys et qui, de temps à autre, fait des demandes pour avoir des produits typiques du monde certain). À la fois préfet du pays et maire de la capitale portuaire, il partage le pouvoir avec le commandeur de la confrérie des chevaliers du vent, le grand mage de la guilde des sorciers, le délégué des artisans et commerçants, et les « qamdars » ou chefs de clans.
Seuls certaines personnes haut placées dans le gouvernement français sont au courant de l'existence du Pays d'Ys qui reste donc protégé et isolé du « Monde certain ».
Les clans ont une importance capitale mais ils sont rarement d'accord. La guilde et la confrérie se disputent également fréquemment au sujet de certaines prérogatives accordées à une institution et pas à l'autre.

### Culture et vie quotidienne
C'est une terre sauvage où la nature a une place très importante. Les hommes partagent le petit pays avec les korrigans, sorte de gnomes des Landes qui ont pour roi Kor Mehtar et qui parlent une langue très compliquée et en vers.
Les programmes scolaires sont presque identiques à ceux français ; idem en ce qui concerne la télévision, la radio et les magazines.
Certains moyens technologiques sont ceux de notre monde : ordinateurs, télévision, radio... Mais la plupart des objets et surtout les organisations sont quasi-médiévaux (les chevaliers ou les sorciers, par exemple).

## Emprunts
- Ys est une ville légendaire.
- Le Guillemot de Troïl est un oiseau marin de la famille des Alcidés.
- Les Mudras (symboles des mains) utilisés dans la trilogie par les sorciers sont tirés du Kuji-in japonais.

## Suites et fanfictions
Le 6 janvier 2022, en plus de la réédition de l'intégrale de la trilogie, paraît un tome 4 intitulé "La Boussole des trois Mondes". Cette suite directe des aventures de Guillemot a la particularité d'être rédigée par un fan du Livre des Étoiles. La préface, écrite par Erik L'Homme, relate notamment sa rencontre avec Jimmy Blin, auteur de cette "fanfiction" considérée comme suite officielle de la saga. Une suite intitulée "La magie des Korrigans", qui fait office de cinquième tome, est publiée le 29 mai 2025.